# Maggie May (folk song)
“Maggie May”（或“Maggie Mae”）是一首传统的利物浦民歌，讲述了一个妓女抢劫了一个正在回家的水手。
约翰·马尼弗尔德在他的澳大利亚歌曲书中将其描述为“一首在世界各地的海员中非常受欢迎的利物浦“foc'sle”歌曲”。 从 1950 年代后期开始，它以更为简单的版本广为流传。
1964 年，作曲家兼作词家莱昂内尔·巴特（音乐剧《奥利弗！ 》的创作者）使用这首歌及其背景故事作为利物浦码头周围的音乐剧集的基础。该节目也称为《Maggie May》，并在伦敦播出了两年。 1970 年，披头士乐队演唱的这首歌的删改版本收录在他们的专辑Let It Be中。

## 歌词
与大多数民歌一样，歌曲的歌词以多种形式存在。这首歌中出现了利物浦的几条真实街道，尤其是市中心的莱姆街。

披头士版本，由 约翰·列侬 / 保罗·麦卡特尼 / 乔治·哈里森 / 林戈·斯塔尔 编曲，歌词如下：
Oh, dirty Maggie Mae they have taken her away

噢，下流的玛姬梅，他们把她带走

And she'll never walk down Lime Street anymore

她再没能走在莱姆街上

Oh, the judge, he guilty found her for robbin' the homeward bounder

法官对他作出判决，因她抢劫了一个回家中途的暴发户就判她有罪

That dirty, no good, robbin' Maggie Mae

因为真的太下流了，他知道玛姬梅穷鬼一个

'Tis the part of Liverpool, they returned me to

这就是利物浦的一部分，他们留给我的印象

Two pounds ten a week, that was my pay.

一周两镑十便士，那就是我的报酬
1969 年初，披头士乐队在他们的Get Back制作期间即兴表演了其中一个片段，当时他们正在录音室里演奏他们十几岁的时候熟悉的老式摇滚乐和一些简单的歌曲来“热身”。他们在表演中采用了浓重的粗口音。 1970 年的专辑《 Let It Be 》中包含了这个版本，它是单曲第一面的最后一首曲目，紧接在主打歌之后。
他们演奏的版本在曲目列表中拼写为“Maggie Mae”，所有的四位乐队都被列入到这首传统歌曲的编曲者中，从而使他们能够为这首在于“公共领域”的歌曲收取作者的出版收入份额。这首曲子时长 39 秒，是他们专辑中第二短的歌曲（最短的是《女王陛下》，时长 23 秒）。这也是自 1965 年 6 月录制“ Act Naturally”（作为该乐队专辑Help!的最后一首录制歌曲）后，第一首出现在专辑中的翻唱歌曲。 .
这首歌和《Dig It》出现在Let It Be专辑中，但没有收录在Let It Be...Naked中。而是收录在专辑的附赠光盘“Fly On The Wall"中 17 分 30 秒的位置。这超出了专辑中原曲的 39 秒，并在 54 秒处即兴演唱了“I Fancy Me Chances”（珍惜和你在一起的机会），因为麦卡特尼唱着“Take it Maggie...oh, I fancy me chance with you”。
这首歌是Quarrymen的主要曲目 - 由列侬组成的乐队，在 1960 年演变成披头士乐队。列侬在1980 年去世前不久仍在为这首歌在家中录音。这些例子表明了与列侬与这首歌中重要的个人联系。 
这首歌在 2010 年的传记片《Nowhere Boy》中出现了两次。首先，它是由他的母亲朱莉娅为十几岁的约翰列侬演奏的，然后他学会了自己演奏，都是用四弦班卓琴演奏的。在影片的后期，这首歌被列为列侬的乐队The Quarrymen演奏的第一首歌曲，尽管这实际上并不是他们第一次公开露面。 演员的表演（作为“无处男孩”）出现在电影的原声带专辑中。
这首歌在 2017 年的电影《加勒比海盗：死人不讲故事》中由保罗·麦卡特尼饰演的名叫杰克叔叔的角色演唱。 
- 约翰·列侬– 人声、原声吉他（ Gibson J-200 ）
- 保罗·麦卡特尼 – 人声、原声吉他（ Martin D-28 ）
- 乔治·哈里森 –他用电吉他弹出了曲中的贝司部分（ Fender Telecaster ）
- 林戈·斯塔尔 – 鼓

根据伊恩麦克唐纳的记录
1. ↑  .   [2022-04-28]. （原始内容存档于2012-12-13）.
2. ↑  Michael Murphy, Deryn Rees-Jones, Writing Liverpool: Essays and Interviews, Liverpool University Press, 2007, p.241.
3. ↑  Spitz, Bob. . Little, Brown and Company (New York). 2005. ISBN 978-0-316-80352-6. pp 57-61
4. ↑  . IMDb.   [24 April 2018]. （原始内容存档于2022-05-01）.
5. ↑  MacDonald, Ian.  Second Revised. London: Pimlico (Rand). 2005: 336. ISBN 1-84413-828-3.